# Carl Hinrichs (Schauspieler)
Carl Hermann Gustav Hinrichs (* 18. September 1907 in Oldenburg; † 7. Dezember 1967 in Oldenburg) war ein deutscher Schauspieler. 

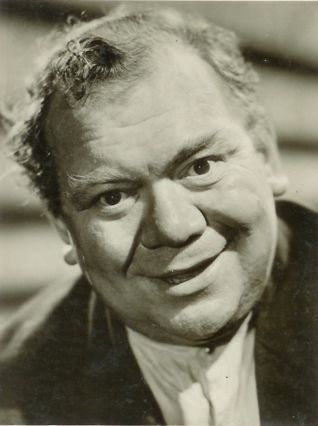
Carl Hinrichs

## Leben
Carl Hermann Wilhelm Gustav Hinrichs wurde als einziger Sohn des Kaufmanns Emil Hinrichs’ und seiner Ehefrau Christine Hinrichs, geb. Jürgens in Oldenburg geboren. Er besuchte die Stadtknabenschule und später die Städtische Oberrealschule zu Oldenburg (heute Herbartgymnasium), die er Ostern 1923 verließ. Da er die Wein- und Spirituosenhandlung in der Haarenstraße 61 in Oldenburg übernehmen sollte, machte er eine kaufmännische Lehre zum Weinhändler in Bremen, Mainz, Oppenheim und Hamburg. Der Vater gestattete ihm 1928, nach Amerika zu gehen. Hier begann er in New York mit einem Maschinenbaustudium, das er aber aufgrund der Wirren in Europa nicht abschließen konnte. Gleichzeitig arbeitete er in einer Autowerkstatt in Port Chester. 1933 kam er nach Oldenburg zurück, studierte kurz am Polytechnikum in Oldenburg Maschinenbau, trat dann in das väterliche Geschäft ein, heiratete und machte das familiäre Hobby, die Schauspielerei in Niederdeutsch, ebenfalls zu seinem Hobby.
Während des Zweiten Weltkrieges wurde er als Reserveoffizier nach Polen, Russland und Frankreich geschickt und hatte zwischendurch die Gelegenheit, mit der August-Hinrichs-Bühne an den verschiedenen Fronten aufzutreten.
Im Jahr 1958 verkaufte er die nicht mehr einträgliche Wein- und Spirituosenhandlung und wurde hauptamtlicher Schauspieler. 1967 verstarb er nach kurzer Krankheit und wurde auf dem Gertrudenfriedhof (Oldenburg) in Oldenburg beigesetzt.
Hinrichs war der Neffe von August Hinrichs und wurde nach seiner Rückkehr aus den USA im Februar 1933 zum beliebten Volksschauspieler und Bühnenleiter der August-Hinrichs-Bühne, der Niederdeutschen Bühne in Oldenburg (Ehrenamt). Er wurde bundesweit bekannt durch den in den 1950er Jahren populären Heimatfilm, die Aufzeichnungen von Stücken der August-Hinrichs-Bühne, Oldenburg im Zweiten Deutschen Fernsehen in den 1960er Jahren und zum anderen in kleineren Rollen in Vorabendserien und Werbefilmen.
Im gesamten Norddeutschen Raum war er zudem bekannt durch seine Auftritte im Hörfunk und auch im Zweiten Deutschen Fernsehen.

## Stücke der August-Hinrichs-Bühne mit Carl Hinrichs
- 1933: „Burnkummedi“ (später: „Wenn de Hahn kreiht“) von August Hinrichs
- 1934: „Söbenteihn Sack Kaffee“ von Rudolf Kinau
- 1934: „De letzte Droschkenkutscher“ von Paul Schurek
- 1934: „De hilligen dree Könige“ von Felix Timmermans/Ivo Braak
- 1935: „De Etappenhas“ von Karl Bunje
- 1936: „De swarte Haan“ von Dr. Herbert Bellmer
- 1936: „Bradherings“ von Erich Hummel-Hell
- 1936: „Dat Musfallnspill“ von Heinrich Diers
- 1936: „Petermann fährt nach Madeira“ von August Hinrichs
- 1937: „Spektakel in Kleihörn“ von Karl Bunje
- 1937: „Nachtvagels“ von Heinrich Schmidt-Barrien
- 1938: „För de Katt“ von August Hinrichs
- 1938: „Wrack“ von Wilfried Wroost
- 1938: „Familienansluß“ von Karl Bunje
- 1938: „Die sanfte Kehle“ von Felix Timmermanns/Ivo Braak
- 1939: „Twee Kisten Rum“ von Alma Rogge
- 1939: „Wenn de Hahn kreiht“ von August Hinrichs (60. Geburtstag)
- 1946: „Wi willt läwen“ von Heinrich Diers
- 1946: „För de Katt“ von August Hinrichs
- 1947: „Bahnmeester Dod“ von Hermann Boßdorf
- 1947: „Sodom und Gomorrha“ von Heinrich Behnken
- 1947: „Swienskomödi“ von August Hinrichs
- 1948: „Hein Butendörp sin Bestmann“ von Ferdinand Oesau
- 1948: „De Hochtied in de Pickbalge“ von Wilhelm Scharrelmann
- 1949: „De ruge Hoff“ von Fritz Stavenhagen
- 1949: „De Fährkrog“ von Hermann Boßdorf
- 1950: „Blinnekoh“ von Karl Bunje
- 1950: „Stratenmusik“ von Paul Schurek
- 1951: „Dat Verlegenheitskind“ von J.P.Asmussen
- 1951: „Rund um Kap Horn“ von Fritz Wempner
- 1951: „Diederk schall freen“ von August Hinrichs
- 1951: „Alltomal Sünner“ von August Hinrichs
- 1951: „De Etappenhas“ von Karl Bunje
- 1952: „Appels in Nawers Gaarn“ von Walter A.Kreye
- 1952: „Ansmeert“ von Georg von der Vring und Erich Schiff
- 1952: „De swarte Hannibal“ von Karl Bunje
- 1952: „Freespraken“ von Walter A. Kreye
- 1953: „De vergnögte Tankstell“ von Fritz Wempner
- 1953: „In'n Mahlgang“ von Karl Bunje
- 1953: „För de Katt“ von August Hinrichs
- 1953: „Familienanschluß“ von Karl Bunje
- 1955: „Twee Kisten Rum“ von Alma Rogge
- 1955: „Dat Hörrohr“ von Karl Bunje
- 1956: „Klocken von Guntsiet“ von Heinrich Schmidt-Barrien
- 1956: „Swienskomödie“ von August Hinrichs
- 1957: „Keen Utkamen mit't Inkamen“ von Fritz Wempner
- 1957: „De tweie Kruk“ von Heinrich v. Kleist / Hans-Helmut Nissen
- 1957: „De lüttje Wippsteert“ von Erich Schiff
- 1958: „Inspektor Walfisch“ von P.Forster und F.C.Müller
- 1958: „Lilofee“ von Manfred Hausmann/Heinrich Schmidt-Barrien
- 1958: „Wenn du Geld hest“ von Wilfried Wroost
- 1958: „De Kleupracker“ von Karl Bunje
- 1959: „Klävemann speelt Lewemann“ von Bach und Arnold/Erich Schiff
- 1959: „Wenn de Hahn kreiht“ von August Hinrichs (80. Geburtstag)
- 1959: „Peper un Solt“ von Karl Bunje
- 1959: „De kloke Anna“ von Paul Schurek
- 1960: „Smuggler“ von Walter Looschen
- 1960: „De Kriegskamerad“ von Rudolf Reiner
- 1961: „De Latinsche Bur“ von August Hinrichs
- 1961: „Dat Spill üm en Schaap, en Koh und söss brad'te Eier...“ von Paul Jessen
- 1961: „De Voss in de Fall“ von Karl Bunje
- 1961: „Dat Testament“ von Mary Waagechristensen/Heinrich Schmidt-Barrien
- 1962: „Wo sünd wi to Huus?“ von Ivo Braak
- 1962: „Spektakel in't Treppenhus“ von Jens Exler
- 1962: „Lögen hefft korte Been“ von Erich Schiff
- 1962: „De Deern is richtig“ von Anton Hamik – ZDF-Aufzeichnung
- 1963: „Familienansluss“ von Karl Bunje – ZDF-Aufzeichnung
- 1963: „Un de Wind weeiht vergeevs“ von Walter A. Kreye
- 1963: „De swarte Hannibal“ von Karl Bunje – ZDF-Aufzeichnung
- 1963: „De verflixte Hochtied“ von Rudolf Reiner
- 1964: „För de Katt“ von August Hinrichs – ZDF-Aufzeichnung
- 1964: „De Swiensteert“ von Karl Bunje
- 1964: „Stiftung Jonny“ von Alma Rogge
- 1964: „Dat Verlegenheitskind“ von Jens P.Asmussen
- 1965: „Appels in Nawers Gaarn“ von Walter A.Kreye – ZDF-Aufzeichnung
- 1965: „Mien Mann de fahrt to See“ von Wilfried Wroost – ZDF-Aufzeichnung
- 1965: „Kramer Kray“ von Hermann Boßdorf – ZDF-Aufzeichnung
- 1965: „Dat Doktorbook“ von Jens Exler
- 1966: „Ferdinand verpumpt sien Froo“ von Wilfried Wroost – ZDF-Aufzeichnung
- 1966: „Wi armen Armen“ von Heinrich Schmidt-Barrien
- 1966: „Alltomal Sünner“ – zum 10. Todestag von August Hinrichs
- 1966: „De Auktions Schooster“ von Alma Rogge
- 1967: „Wenn de Klock wahrschaut“ von R. und C. H. Feenstra, plattdeutsch von Hermann Quistorf
- 1967: „Pfeffer und Salz“ von Karl Bunje – ZDF-Aufzeichnung

## Spielfilme
- 1954: Auf der Reeperbahn nachts um halb eins
- 1955: Das fröhliche Dorf
- 1955: Die Drei von der Tankstelle
- 1956: Was die Schwalbe sang
- 1958: Hoppla, jetzt kommt Eddie
- 1959: Bobby Dodd greift ein
- 1960: Wenn die Heide blüht

## Fernsehen
- 1961: Stine vom Löh auf großer Fahrt – Radio Bremen
- 1963: De Deern is richtig – Aufzeichnung der August-Hinrichs-Bühne, Oldenburg (ZDF)
- 1964: Familienanschluss – Aufzeichnung der August-Hinrichs-Bühne, Oldenburg (ZDF)
- 1965: Hafenmelodie in der ARD
- 1967: Landarzt Dr. Brock  – 6 Folgen als Bauer Marschen – Vorabendserie im Deutschen Fernsehen
- 1967: Werbespots für TotoLotto zusammen mit Beppo Brem